# Amana erythronioides
Amana erythronioides (danh pháp cũ Tulipa erythronioides) là một loài thực vật có hoa thuộc họ Loa kèn (Liliaceae). Đây là cây bản địa Trung Quốc (An Huy, Chiết Giang) và Nhật Bản (Musashi, Ise).
Amana erythronioides là cây lâu năm, có thân hành, đạt chiều cao 20 cm. Hoa trắng, có vân tím.